# Kilowog
Kilowog es un superhéroe ficticio que aparece en los cómics estadounidenses publicados por DC Comics. El personaje es miembro del Green Lantern Corps.
El personaje apareció en la película Green Lantern (2011) con su voz proporcionada por el actor Michael Clarke Duncan.

## Historial de publicaciones
Kilowog fue creado por Steve Englehart y Joe Staton y debutó en Green Lantern Corps (vol. 1) N.º 201 (junio de 1986).

## Historia

### Origen
Kilowog es un enorme alienígena con apariencia más bien brutal y porcina. Es reconocido por los Green Lantern Corps como el principal entrenador de los nuevos reclutas. Los Guardianes del Universo lo reclutaron cuando era un gran genetista del planeta Bolovax Vik (que estaba ubicado en el Sector Espacial 674). Además de servir con distinción como el Linterna Verde de ese sector, Kilowog comenzó a pasar grandes períodos de tiempo en Oa instruyendo a los nuevos reclutas de los Corps sobre el manejo de sus anillos de poder. Fue en este rol que Kilowog actuó como el primer entrenador de un joven Hal Jordan, el sucesor del Abin Sur de Ungara como LV del Sector Espacial 2814. Kilowog y su nuevo recluta ayudaron a los Guardianes a enfrentar al asesino de Abin Sur, la maléfica conciencia interestelar conocida como Legión.

### Crisis
Durante la Crisis en Tierras Infinitas (Crisis on Infinite Earths), Bolovax Vik fue destruido. Este fue un muy duro golpe para el enorme Linterna Verde, ya que su raza tenía un estilo de vida comunal donde estar solo era una de las peores cosas que podían ocurrir. De algún modo, y gracias a su similitud genética y afinidad por los demás que poseían todos los bolovax vikianos, Kilowog pudo rescatar a la población completa de su mundo (billones de seres) almacenando sus esencias colectivas dentro de su anillos cuando su mundo fue eliminado.
La Crisis encontró a los inmortales Guardianes divididos éticamente: una facción de seis Guardianes se separaron de la mayoría, decididos a seguir el ejemplo de sus hermanos perdidos, los Controladores, y crear sus propios Linterna Verde para combatir de forma directa al Antimonitor, pero cinco de ellos resultaron muertos poco después de elegir a su primer y único recluta, Guy Gardner de la Tierra. Además, el número de los Guardianes disminuyó por primera vez en millones de años (sólo sobrevivieron 22 de los 36 Guardianes). Los Corps también sufrieron cientos de fatalidades. En consecuencia, los Guardianes decidieron poner fin a su liderazgo de los Corps, y se dirigieron a otra dimensión junto con sus excompañeras, las Zamarons.

### Los años en la Tierra
Antes de irse, los Guardianes informaron a los LV restantes que los Corps ahora deberían administrarse a sí mismos; ahora, sin nada que los atara a sus Sectores Espaciales particulares, podrían organizarse del modo en que les pareciera mejor. Kilowog se encontraba emocionalmente perdido luego de la destrucción de su Sector y del fin de su rol como entrenador de nuevos LV. Esto llevó a que se mudara a la Tierra junto con su exalumno Hal Jordan y el grupo de LV que había decidido situar su base allí, convirtiéndose en los Green Lantern Corps de la Tierra. Pese a que inicialmente su apariencia asustaba a la mayoría de los humanos, Kilowog se convirtió por un tiempo en una celebridad luego de vencer al villano Mano Negra (Black Hand) en una batalla que fue televisada en vivo sobre el Estadio Anaheim.
Pronto, un agente de la KGB se le acercó y lo invitó a vivir en la Unión de Repúblicas Socialistas Soviéticas. Durante el tiempo que pasó en la URSS, y aprovechándose de su buena voluntad, Kilowog fue una pieza clave en la creación de la primera fuerza superpoderosa soviética, la Brigada de los Rocket Red. Kilowog finalmente se desencantó con la URSS y las naciones comunistas defectuosas de la Tierra.
Mientras viajaba por el espacio con los GLC de la Tierra, Kilowog encontró un mundo en el Sector Espacial 872 que podría convertirse en un "Bolovax Vik II". Luego de ponerse en acción, utilizó su anillo para reconstruir la totalidad de la población de su mundo, unos 16 billones de seres. Pero en cuanto había concluido su tarea, el mundo fue destruido por el Linterna Verde renegado Sinestro, y los 16 billones de bolovax vikianos murieron, esta vez en forma permanente. El trauma volvió loco a Kilowog por un tiempo, pero recibió la ayuda de su compañera Arisia, a la que le confesó su amor. También fue apoyado por otros Linternas Verdes, que hicieron un esfuerzo por estar cerca de él, ya que sabían que la raza de Kilowog disfrutaba estar en multitudes.
Poco después de esta aventura, el Cuerpo fue finalmente y completamente destruido cuando votaron como un cuerpo para ejecutar al Sinestro capturado por crímenes contra el universo; Esto puso en marcha una cadena de eventos que condujeron a la disolución de casi todos los anillos de poder y que casi extinguen la Batería de Poder Central en Oa. Kilowog regresó a la Tierra con Jordan y terminó trabajando con la Liga de la Justicia Internacional de Maxwell Lord como mecánico/técnico. Alrededor de este tiempo, Kilowog puede ser uno de los guardias de honor en el funeral de Superman.

### Emerald Twilight
Luego, cuando los Corps comenzaron a expandirse nuevamente, Kilowog regresó a Oa para entrenar a la nueva generación de Linternas Verdes. Durante el argumento de Emerald Twilight (Crepúsculo esmeralda), varios Linterna Verde fueron enviados para detener a Hal Jordan, que aparentemente había enloquecido (en realidad, había sido poseído por la entidad demoníaca Parallax). El último LV en enfrentarse a Jordan, sobre la superficie de Oa, fue el mismísimo Kilowog que trató de evitar que su antiguo alumno entrara y absorbiera el poder de la Batería Central, lo que destruiría nuevamente a los Corps (cosa que sucedió). Kilowog fue desintegrado por una descarga del anillo de Jordan, dejando tan solo cenizas y un cráneo chamuscado. Jordan, conmocionado pero imparable, robó la energía de la Batería Central y masacró a todos los Guardianes excepto uno: Ganthet.

### Dark Lantern
Cuando el enigmático ser conocido como Dark Lantern (Linterna Oscura) hizo su primera aparición en la Tierra, a aquellos conocedores del legado de los Green Lantern Corps les resultó extrañamente familiar.
Este había sido creado en Xudar por algunos de los Linterna Verde restantes que habían perdido sus anillos cuando Hal Jordan enloqueció, Boodikka entre ellos. Nombrándose la "Hermandad de la Llama Fría", utilizaron fuerzas arcanas y, gracias a la naturaleza inusual de los nativos de Bolovax Vik, convirtieron al alma de Kilowog en el Dark Lantern para enviarlo tras Jordan.
Cuando Jordan se convirtió en el Espectro, convenció a su viejo amigo Tom Kalmaku de reparar sus errores con los Green Lantern Corps. Kalmaku empleó el anillo de poder de Hal para reconstruir Oa y la Batería Central. Esto permitió que el espíritu vengativo de Kilowog pudiera descansar. Sin embargo, al poco tiempo su espíritu volvería a la vida por obra de Kyle Rayner y Ganthet.

### Los nuevos Corps
Recientemente, los Guardianes han sido regenerados y una vez más han reformado a los Corps.
En la actualidad, Kilowog ha tomado el rol de sargento entrenador de Linternas Verdes dentro de esta nueva encarnación de los Green Lantern Corps. Además, en la trama de Crisis Infinita, Kilowog y Kyle Rayner tienen un papel clave en la Guerra Rann-Thanagar y sus repercusiones.

## Retcon
La aparición de Kilowog como el primer entrenador de Hal Jordan en los Corps es un retcon que se introdujo en Green Lantern: Emerald Dawn, una miniserie al estilo "Año uno", que fue publicada entre diciembre de 1989 y mayo de 1990. Esta es su primera aparición cronológica, aunque fue posterior a su presentación en Green Lantern Corps N° 201. Allí quedaba implícito que no conocía a Hal Jordan, John Stewart, etc. antes de su traslado a la Tierra luego de la Crisis, y tampoco se decía nada acerca de su papel como entrenador de los GLC. Inicialmente se mostraba a Kilowog como poseedor de una brillante mente científica, en un sorprendente contraste con su apariencia brutal y su forma de hablar, y utilizaba su anillo de poder para crear máquinas de complejidad sorprendente. Más adelante se lo mostró no tan erudito aunque conservó su competencia con todo tipo de tecnología.
Otro cambio total de carácter en el personaje sucedió en la LJI. Cuando Kilowog ingresó como personaje secundario en Justice League America N° 33 (diciembre de 1989), pasó a ser el compañero de peleas y bebidas de Guy Gardner y se presentó a ambos como muy buenos amigos. Esto difiere completamente de su enfrentamiento en Green Lantern Corps N° 208-210 (enero a marzo de 1987), cuando Gardner (conservador radical) atacó a Kilowog por su afiliación soviética y ambos estuvieron a punto de matarse el uno al otro en un combate brutal (y, como consecuencia, provocaron que Mijaíl Gorbachov lanzara un ataque a los Estados Unidos con misiles nucleares). La pelea llevó a Kilowog a descubrir los tratos deshonestos de los soviéticos y el intento de asesinato de sus compañeros LVs John Stewart y Katma Tui, lo que desilusionó enormemente a Kilowog. El que al poco tiempo se fuera de juerga con Gardner fue algo que a los lectores le pareció inapropiado en cuanto a la personalidad del personaje, pero los escritores de JLI, Keith Giffen y J. M. DeMatteis, tenían cierta notoriedad por ignorar la continuidad según les pareciera; esta nueva adaptación pronto recibió aceptación y el concepto original de un Kilowog de sentimientos comunistas (lo que era muy poco ortodoxo ya que fue escrito durante la época del Glásnost y la Perestroika en que el comunismo parecía acercarse a su colapso) nuevamente fue hecho a un lado de manera silenciosa.

## Poderes y habilidades
Como Linterna Verde, Kilowog posee el mismo anillo de poder y batería que emplean todos los LV. La Batería de Poder Central, ubicada en Oa, alberga billones de años de poder de voluntad en forma de energía controlada y enfocada por los Guardianes. La batería de poder de cada LV puede acceder a la energía que, a su vez, la descarga en un anillo de poder. Mediante el uso de poder de voluntad y concentración, el anillo es literalmente capaz de cualquier cosa que su portador pueda imaginar y, por lo tanto, sus habilidades serán tan limitado o ilimitadas como lo sea su poseedor. En el caso de Kilowog, él ha demostrado gran afinidad por crear con su anillo maquinarias de sorprendente complejidad. En cuanto al combate, Kilowog tiende a evitar deliberadamente el estilo de combate de Hal Jordan (el uso del "guante de boxeo gigante") y utiliza su anillo principalmente para volar y absorber cualquier ataque enemigo hasta poder acercarse lo suficiente para dejar inconsciente a su contrincante.
Según la miniserie de 2005 Green Lantern: Rebirth, Jordan es el único que conoce el anillo de Kilowog que reconoce que emite sonidos cuando se lo utiliza.
Además de su anillo de poder, Kilowog posee la gran fuerza y resistencia propias de su especie.

## Apariciones en otros medios

### Película

#### Acción en vivo
- Kilowog aparece en la película de acción real Green Lantern, interpretado físicamente por Spencer Wilding y con la voz de Michael Clarke Duncan (quien también fuera su última película). Como antes, Kilowog pone a Hal Jordan a través de su curso de entrenamiento en el ring-slinging, diciendo que nunca ha visto a un humano antes y afirmando que Hal "huele raro". Sin embargo, cuando Jordan derrota a Parallax sin ayuda, Kilowog está satisfecho de lo bien que entrenó al nuevo recluta.
- En Justice League (2017), una escena que representaba a los Linternas Verdes, Kilowog y Tomar-Re visitando a Batman se filmó como una escena adicional posterior a los créditos, provocando aún más al próximo Green Lantern Corps, pero la escena se cortó más tarde.[13]

#### Animación
- Michael Madsen da voz a Kilowog en la película animada de Warner Premiere Green Lantern: First Flight. Inicialmente, Kilowog desconfía de Hal Jordan, incluso exige que le devuelva el anillo de Abin Sur, a pesar de que se lo dieron. Kilowog luego se mostró molesto porque los Guardianes asignaron a Sinestro para entrenar a Jordan, ya que el trabajo generalmente era para Kilowog. Más tarde, Jordan salvó a Kilowog mientras perseguía a Kanjar Ro y comienza a confiar en él, cuando descubren que Sinestro incriminó a Jordan por el asesinato de Kanjar Ro. Después de que Sinestro usa la batería amarilla para destruir la batería verde, las Linternas Verdes ahora impotentes tienen la orden de abandonar sus anillos. Kilowog se niega y Sinestro sostiene a Kilowog frente a la batería amarilla diciendo que Kilowog "no iba a sobrevivir a esto de todos modos". Sin embargo, Jordan salva a Kilowog de Sinestro. Después de que Jordan golpea a Sinestro de vuelta a la superficie, Kilowog se aplasta la mano y el anillo.
- En la película de antología Green Lantern: Emerald Knights, Henry Rollins proporciona la voz para Kilowog. Su segmento de la película involucra su entrenamiento y cómo ganó su posición actual.
- Kilowog hace una breve aparición en Teen Titans Go! to the Movies.
- Kilowog hace una breve aparición en Justice League vs. The Fatal Five, con la voz de Kevin Michael Richardson.
- Kilowog hace una breve aparición en Justice League Dark: Apokolips War, con la voz de John DiMaggio. Fue uno de los muchos Linternas Verdes que defendieron a Oa de Darkseid solo para que Darkseid lo matara rompiéndose el cuello, durante su llamada con Batman con el cerebro lavado.

### Televisión
- Kilowog ha aparecido en unos cuantos episodios de Liga de la Justicia, con voz de Dennis Haysbert. Esta versión de Kilowog lo presenta bajo una luz más optimista, pero sin perder sus magníficas cualidades como Linterna Verde. Su primera aparición fue en In Blackest Night (En la noche más oscura), donde es uno de los numerosos Linterna Verde que asisten al juicio a John Stewart por haber destruido un planeta. Desafortunadamente, los LV no habían ido a apoyar a John, sino a unirse al público, abucheándolo. Kilowog creía que este comportamiento de sus compañeros era un error, pero no tuvo el coraje para decirlo hasta que Chica Halcón (Hawkgirl) hizo frente a los Linterna Verde por abandonar a John. Fue entonces cuando Kilowog se dio cuenta de que John merecía su confianza y apoyo, y concurrió al juicio para hablar en defensa de su compañero. Su siguiente aparición (la más sustancial) es en Hearts and Minds (Corazones y mentes). Luego de una terrible batalla con las fuerzas de Despero en Kalanor, Kilowog llega a la Tierra tremendamente herido. Cuando John lo encuentra, la mención de Katma dispara a John como un cohete a buscarla. J'onn J'onzz cura a Kilowog y, junto a Flash, van en búsqueda de la linterna de John para que Kilowog pueda recargar. Kilowog lleva a Flash, J'onn y Hawkgirl a Kalanor para unirse a la lucha contra Despero en la que Katma y John ya participan. Mientras planean la forma de enfrentar a Despero y su Llama de Py'tar, Kilowog sugiere utilizar una bomba de carbono, un explosivo complejo que acaba por construir él mismo para evitar cualquier error (lo que hace que Flash le ponga un nuevo nombre: Kilowog, el hombre de los mil talentos). La bomba no es empleada ya que la Llama de Py'tar está viva y sometida al dominio de Despero, pero de todos modos el accionar de Kilowog durante este episodio demuestra ser realmente impresionante. Durante esta historia, Kilowog y Flash son presentados como amigos. Su única aparición en Liga de la Justicia Ilimitada ha sido como uno de los enfurecidos Linterna Verde en The Return (El regreso), cuando atacan a Amazo por haber destruido Oa. Al igual que la mayoría de los LV, no tiene líneas pero aparece en la inmensa fila de quienes desean ejecutar a Amazo una vez que lo encuentran. Además, está junto con Kyle Rayner, Katma y otros LV, entre las personas que asisten al funeral de Superman en el episodio Hereafter (Más allá). Aquí no pronuncia ninguna línea.
- Kilowog apareció en el episodio de Duck Dodgers "The Green Loontern", con la voz de John DiMaggio.
- Kilowog apareció en el episodio de Batman: The Brave and the Bold, "El día del caballero oscuro", con la voz de Diedrich Bader. Estaba tomando prisionero cuando las payasadas de Guy Gardner causaron que el prisionero se enfureciera. Gracias a él y a Batman, fue atrapado. En "Los ojos de Despero", estaba en el ejército de Hal Jordan cuando Despero le lavó el cerebro. Más tarde se reveló que estaba vivo y estaba en el anillo de poder de Hal. En "La venganza del alcance", Kilowog estaba presente cuando el alcance invade Oa.
- Kilowog es un personaje principal en Linterna Verde: La Serie Animada, con la voz de Kevin Michael Richardson, repitiendo su papel de Green Lantern: Rise of the Manhunters. Viaja a través de la Frontera del Espacio en el Interceptor con Hal Jordan y es uno de los agentes más fuertes en la lucha contra el Red Lantern Corps. En esta adaptación, Kilowog usa su famosa línea "poozer" para referirse a Hal cuando sus anillos y los de Hal están fuera de servicio.
- Kilowog aparece en DC Super Hero Girls, con la voz de Jason Spisak. Se le muestra entrenando a Jessica Cruz para su batalla con Star Sapphire.

### Varios
Kilowog aparece en el cómic digital Smallville Season 11 basado en la serie de televisión.

### Videojuegos
- Diedrich Bader repite su papel de Kilowog en Batman: The Brave and the Bold (videojuego).
- Charlie Campbell da voz a Kilowog en DC Universe Online. Kilowog aparecerá como un personaje no jugable en el dúo de Metropolis City Hall, donde se unirá al jugador en la lucha final contra Sinestro si el jugador ha elegido un héroe, o tratará de evitar que el jugador llegue a Sinestro si el jugador ha elegido un villano. Kilowog también se puede desbloquear para usar en partidas de Legends PVP, donde los jugadores pueden usar un héroe o villano icónico para usar en partidas cortas de jugador contra jugador. Kilowog lucha usando las habilidades de Pelea, lo que permite un estilo de lucha lento pero brutal, y usará poderes basados en construcciones de luz sólida, como martillos que golpearán a los jugadores enemigos.
- Kilowog aparece en Green Lantern: Rise of the Manhunters, con la voz de Kevin Michael Richardson.
- Kilowog hace un cameo durante la pose de victoria de Linterna Verde en Injustice: Dioses entre nosotros.
- Kilowog aparece como un personaje jugable en Lego Batman 3: Beyond Gotham, con la voz de Travis Willingham.